# Kaya Scodelario
 (octobre 2021).
Si vous disposez d'ouvrages ou d'articles de référence ou si vous connaissez des sites web de qualité traitant du thème abordé ici, merci de compléter l'article en donnant les références utiles à sa vérifiabilité et en les liant à la section « Notes et références ».
Kaya Scodelario est une actrice et mannequin britannique, née Humphrey le 13 mars 1992 à Haywards Heath (Sussex de l'Ouest).
Après avoir lancé sa carrière avec son personnage d'Elizabeth Stonem dans Skins (2007-2013), elle devient célèbre en jouant dans de nombreux films et séries à succès mondial. Parallèlement, elle s'impose également dans le mannequinat.

## Biographie

### Jeunesse et révélation télévisuelle

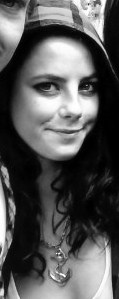
L'actrice à l'Underage Festival 2009.

Kaya Scodelario (née Humphrey) est née d'un père anglais et d'une mère brésilienne d'origine italienne. Elle choisit de porter le nom de famille de sa mère. Son père est décédé le 22 novembre 2010. Elle parle couramment le portugais.
Elle mesure 1,68 m.
Sa carrière débute en 2007, quand elle est repérée par un producteur de la série télévisée Skins qui lui conseille de participer aux auditions pour la première saison. À 14 ans, elle décroche ainsi le rôle d'Elizabeth Stonem, dite Effy, la petite sœur du héros incarné par Nicholas Hoult, lui âgé de 18 ans. Lorsque la production décide de renouveler intégralement la distribution pour la troisième saison, le personnage d'Effy est choisi pour porter la nouvelle bande de jeunes. Son rôle est considérablement développé pour les saisons 3 et 4 de la série, diffusées entre 2009 et 2010. Lorsqu'elle doit quitter la série, elle a à peine 18 ans.

### Progression au cinéma

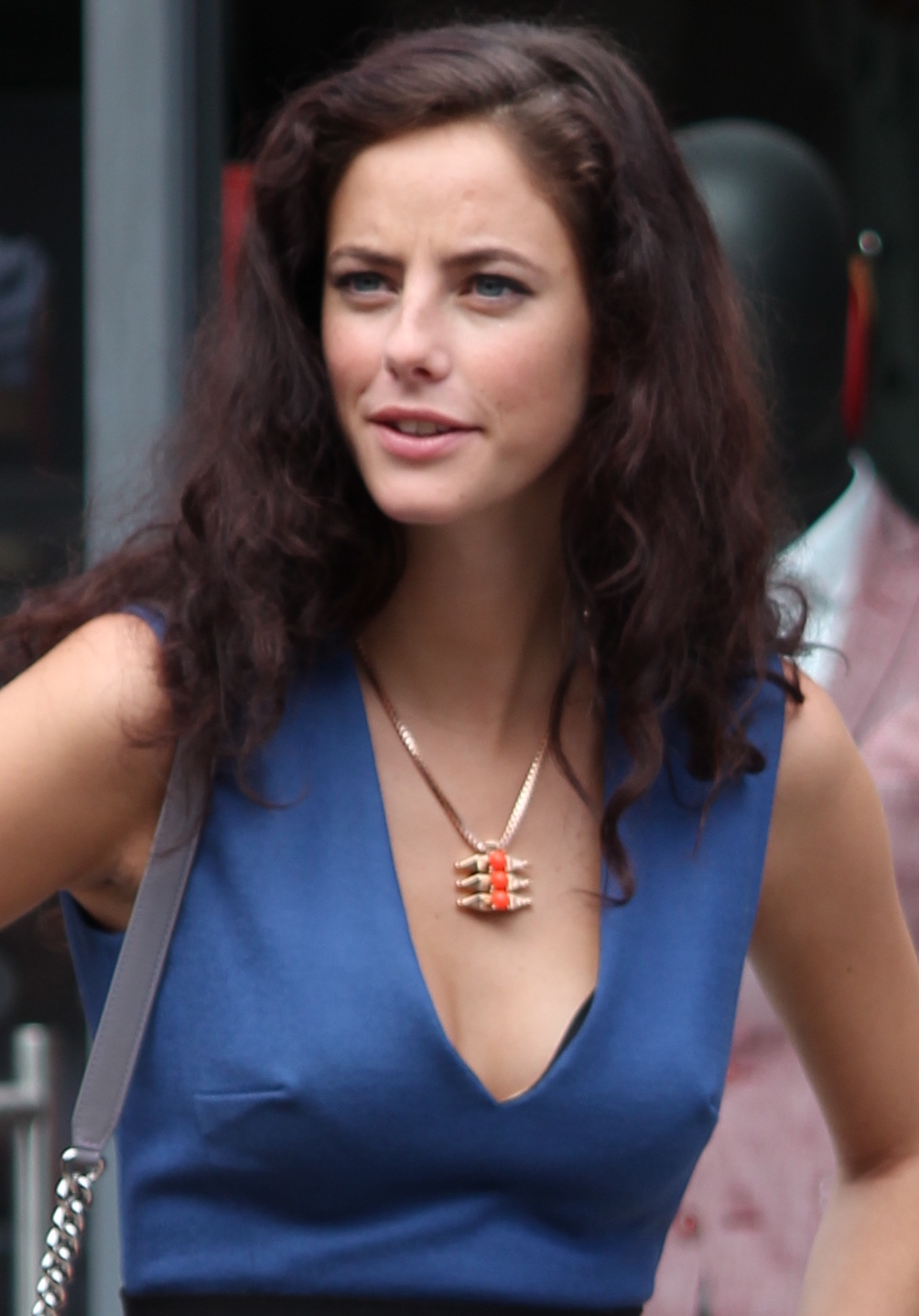
Kaya Scodelario sur le tournage du clip Candy, de Robbie Williams, en 2012.

Parallèlement à Skins, elle participe à quelques films. Son premier rôle sera pour l'acclamé film de science-fiction Moon, première réalisation de Duncan Jones, qui connait une exploitation commerciale discrète en 2009. Elle tient aussi l'un des rôles principaux de la comédie d'action Shank, sortie début 2010. Le film est un échec critique et commercial. Enfin, elle se lance à Hollywood, avec une apparition dans le blockbuster Le Choc des Titans. Son rôle de Peshet, une demoiselle de compagnie d'Andromède, est néanmoins coupé au montage.
C'est bien après la fin de Skins qu'elle se fait remarquer dans les salles obscures britanniques : en incarnant Catherine Earnshaw, le rôle féminin principal de l'adaptation de 2011 du classique d'Emily Brontë, Les Hauts de Hurlevent. L'année 2012 est marquée par la sortie de deux projets : d'abord le thriller anglais Twenty8k, puis la romance hollywoodienne Now is Good portée par Dakota Fanning.
Parallèlement, la jeune femme poursuit une carrière de mannequin, relancée par sa popularité auprès des jeunes. De 2009 à 2011, elle apparaît ainsi dans les clips musicaux du chanteur Plan B. Et en 2012, elle campe le personnage central du clip de la chanson Candy, de la star de la pop anglaise, Robbie Williams. Elle apparaît également dans le clip de la chanteuse coréenne Ailee, Evening Sky, bande originale du film Now is Good.

### Percée hollywoodienne
En 2013, son agenda médiatique est chargé : elle défend le rôle principal du thriller psychologique La Vérité sur Emanuel. Elle y incarne une jeune fille perturbée fascinée par sa nouvelle voisine, incarnée par Jessica Biel, à cause de sa ressemblance avec sa défunte mère. Sa performance est saluée par la critique. Enfin, la même année, elle revient dans le rôle de Effy Stonem, à l'occasion d'un double épisode évènement de la septième et ultime saison de Skins. Elle reste l'actrice ayant participé au plus d'épisodes de toute la série. Enfin, elle fait également partie de la distribution principale de la mini-série anglaise en quatre parties, Southcliffe. Ce dernier rôle lui permet enfin de s'essayer à des personnages plus grands.

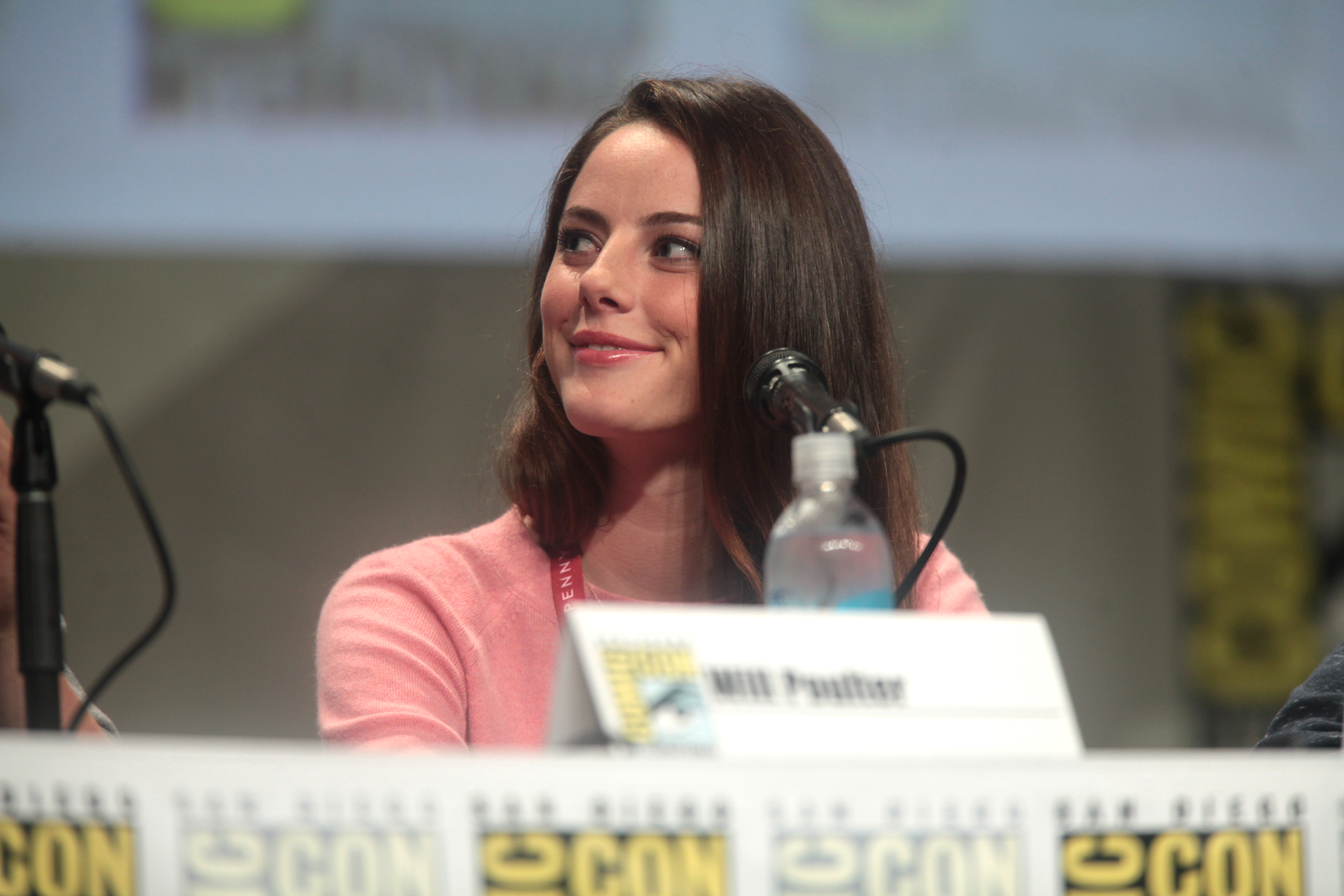
L'actrice au Comic-Con de San Diego 2014, pour la promotion de Le Labyrinthe.

2014 marque un nouveau tournant dans sa carrière.
En effet, elle est choisie pour tenir le premier rôle féminin de la super-production Le Labyrinthe adaptation américaine d'une saga littéraire d'aventures pour la jeunesse. Elle y donne la réplique à une autre star de série télévisée pour la jeunesse, Dylan O'Brien. Le film connait un joli succès commercial, confirmant le tournage d'une suite, dévoilée dès 2015, et intitulée Le Labyrinthe : La Terre brûlée. La comédienne se prépare alors à la pré-production du troisième opus, Le Remède Mortel, toujours sous la direction de Wes Ball.
Entre les deux premiers opus, elle revient en Angleterre pour tourner un thriller d'action, Panic Home, renommé Tiger House pour sa sortie durant l'été 2015. La comédienne a été choisie en janvier de cette même année par Disney pour rejoindre sa franchise Pirates des Caraïbes, pour le premier rôle féminin du cinquième opus, réalisé cette fois par les norvégiens Joachim Rønning et Espen Sandberg. L'actrice succède ainsi aux stars confirmées Keira Knightley et Penélope Cruz.

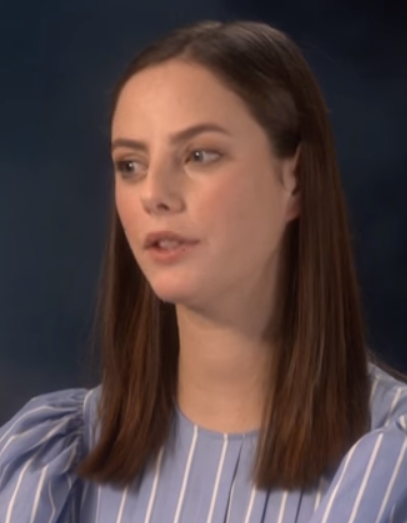
Kaya Scodelario en 2018.

Après avoir accouché, elle reprend le chemin des plateaux pour Le Labyrinthe : Le Remède Mortel, le dernier volet de la trilogie, retardé à la suite d'un grave accident de Dylan O'Brien sur le tournage.

### Vie privée
Kaya Scodelario a fréquenté sa co-vedette Jack O'Connell qui joue Cook dans Skins de 2008 à 2009, puis l'acteur britannique Elliott Tittensor, vedette de la série télévisée Shameless, de 2009 à 2014.
La même année, elle se fiance avec Benjamin Walker. Ils se marient en décembre 2015 et annoncent attendre leur premier enfant en juin 2016. Elle a accouché d'un petit garçon le 22 novembre 2016. Elle donne naissance à son deuxième enfant en janvier 2022. En février 2024 le couple annonce sa séparation.

## Filmographie

### Cinéma

#### Longs métrages
- 2009 : Moon de Duncan Jones : Eve Bell
- 2010 : Le Choc des Titans (Clash of the Titans) de Louis Leterrier : Peshet
- 2010 : Shank (en) de Mo Ali : Tasha
- 2011 : Les Hauts de Hurlevent (Wuthering Heights) d'Andrea Arnold : Catherine Earnshaw
- 2012 : Twenty8k de David Kew et Neil Thompson : Sally Weaver
- 2012 : Now is Good d'Ol Parker : Zoey
- 2012 : Spike Island de Mat Whitecross : La vendeuse de t-shirts
- 2013 : La Vérité sur Emanuel (The Truth about Emanuel) de Francesca Gregorini : Emanuel
- 2014 : Le Labyrinthe (The Maze Runner) de Wes Ball : Teresa Agnes
- 2015 : Le Labyrinthe : La Terre brûlée (Maze Runner: Scorch Trials) de Wes Ball : Teresa
- 2015 : Panic Home (en) (Tiger House) de Tom Daley : Kelly
- 2017 : Pirates des Caraïbes : La Vengeance de Salazar (Pirates of the Caribbean: Dead Men Tell No Tales) de Joachim Rønning et Espen Sandberg : Carina Smyth
- 2018 : Le Labyrinthe : Le Remède Mortel (Maze Runner: The Death Cure) de Wes Ball : Teresa
- 2019 : Extremely Wicked, Shockingly Evil and Vile de Joe Berlinger : Carole Ann Boone
- 2019 : Crawl d'Alexandre Aja : Haley Keller
- 2021 : Resident Evil : Bienvenue à Raccoon City (Resident Evil: Welcome to Raccoon City) de Johannes Roberts : Claire Redfield
- 2022 : The King's Daughter de Sean McNamara : Marie-Joseph de La Croix
- 2022 : Don't Make Me Go : Annie
- 2022 : This is Christmas : Emma

#### Courts métrages
- 2013 : Walking Stories : Sara Campbell
- 2015 : A Plea for Grimsby : Jone's Girlfriend

### Télévision

#### Séries télévisées
- 2007 - 2013 : Skins : Elizabeth « Effy » Stonem[3]
- 2012 : True Love (en) : Karen
- 2013 : Southcliffe : Anna Salter
- 2020 : Spinning Out : Katerina « Kat » Baker
- 2020 : Le Cheval pâle (The Pale Horse) : Hermia Easterbrook
- 2024 : The Gentlemen : Susan « Susie » Glass
- 2024 : Senna : Laura Harrison

### Clips musicaux
- 2009 : Stay Too Long (en) - Plan B
- 2010 : She Said - Plan B
- 2010 : Love Goes Down (en) - Plan B
- 2011 : Writing's on the Wall - Plan B
- 2012 : Candy - Robbie Williams
- 2012 : Evening Sky - Ailee

## Distinctions
| Année | Cérémonie          | Catégorie                               | Travail Récompensé              | Résultat |
| ----- | ------------------ | --------------------------------------- | ------------------------------- | -------- |
| 2016  | Teen Choice Awards | Meilleure actrice dans un film d'action | Le Labyrinthe : La Terre brûlée | Lauréat  |

## Voix francophones
En version française, Kaya Scodelario est notamment doublée par Karine Foviau dans la série Skins, la trilogie Le Labyrinthe, Crawl, la mini-série Le Cheval pâle et Don't Make Me Go. Kelly Marot la double à cinq reprises dans Extremely Wicked, Shockingly Evil and Vile, Spinning Out, Resident Evil : Bienvenue à Raccoon City et la série The Gentlemen.
Enfin, elle est doublée à titre exceptionnel par Claire Morin dans Southcliffe, Victoria Grosbois dans Pirates des Caraïbes : La Vengeance de Salazar et Amandine Vincent dans The King's Daughter.